# Пеое (озеро)
Озеро Пеое́ (ісп. Pehoé, ісп. вимова: [peoˈe]) — поверхнева водойма, розташована в національному парку Торрес-дель-Пайне в регіоні Магальянес на півдні Чилі. Озеро живиться переважно річкою Пайне через озеро Норденшельд, але воно також отримує воду з витоку озера Скоттсберг.
Вода річки Пайне, що живить озеро Пеое, вийшла з водоспаду Сальто-Гранде. У цій верхній частині вододілу озера Пехо є численні види флори та фауни, включно з диким гуанако.

## Галерея

Озеро Пеое внаціональному парку Торрес-дель-Пайне
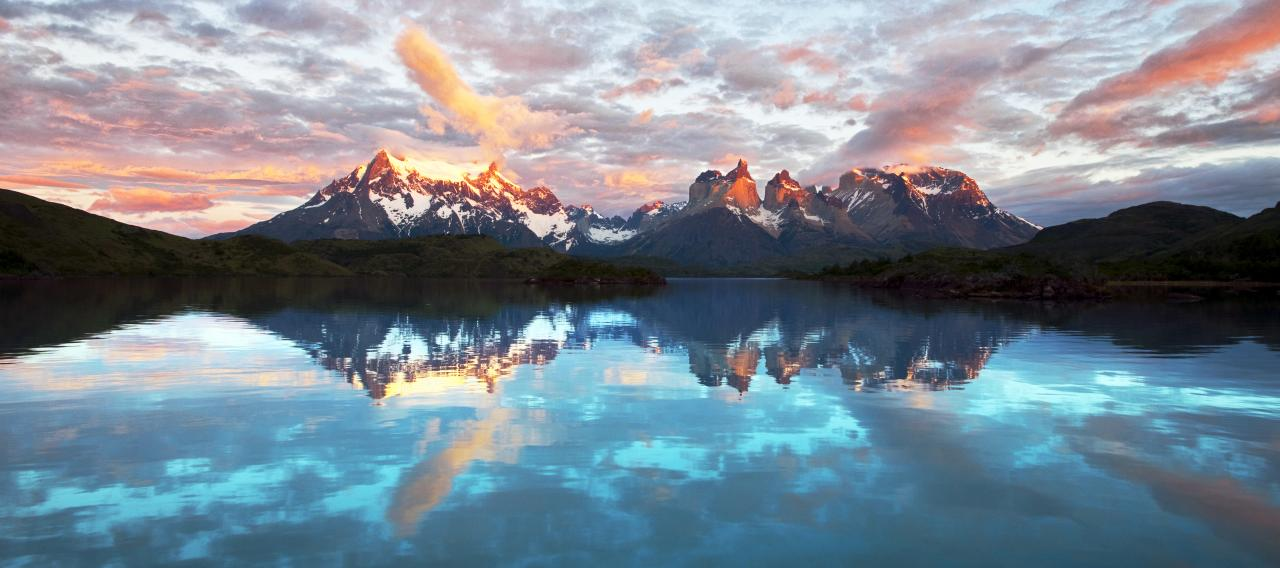
Схід сонця на озері Пеое
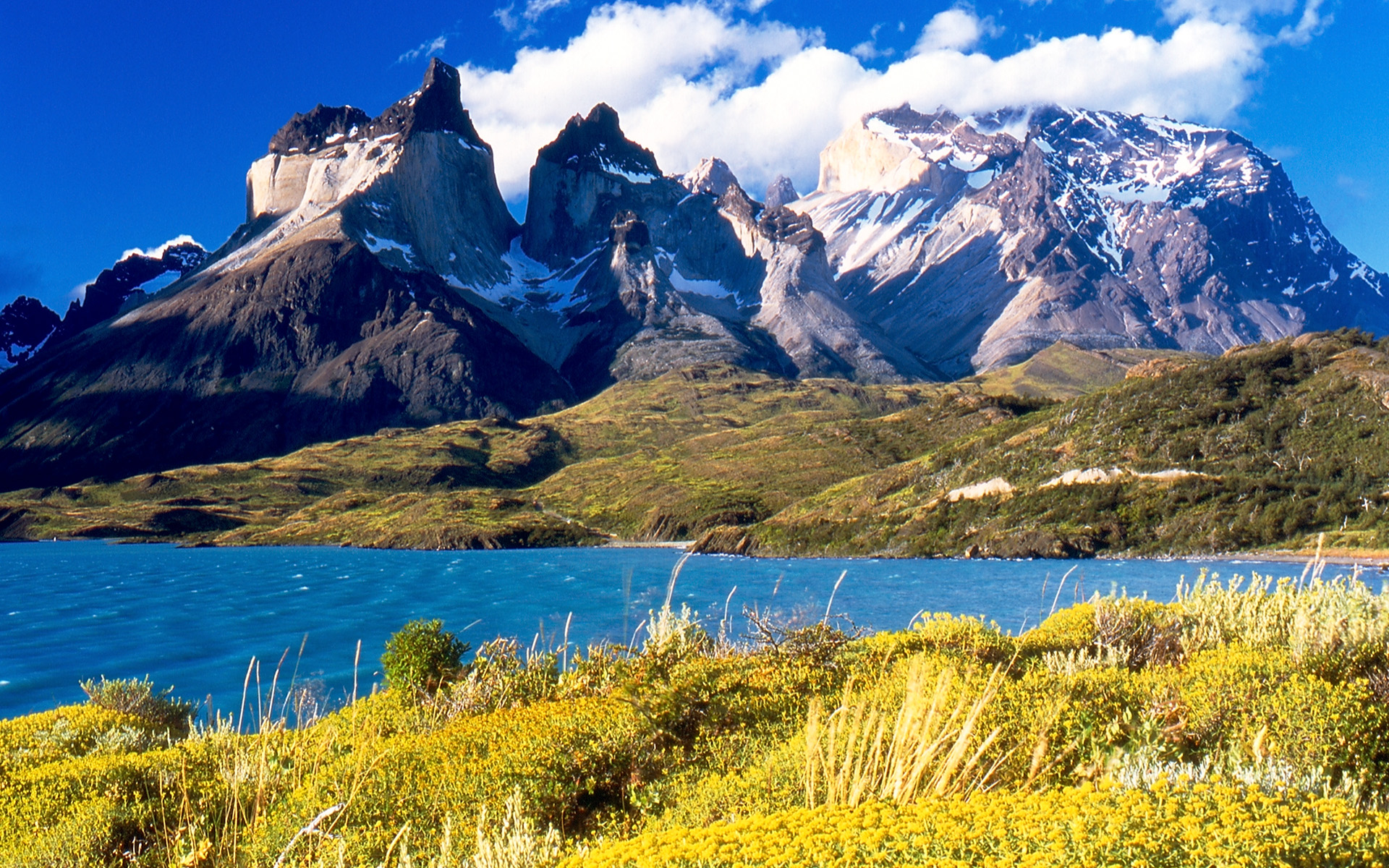
Куернос-дель-Пайне з озера Пеое